# U-397
U-397 — средняя немецкая подводная лодка типа VIIC времён Второй мировой войны.

## История
Заказ на постройку субмарины был отдан 20 января 1941 года. Лодка была заложена 29 августа 1942 года на верфи Ховальдсверке, Киль, под строительным номером 29, спущена на воду 6 октября 1943 года, вошла в строй 20 ноября 1943 года под командованием оберлейтенанта Фрица Каллипке.

### Командиры
- 20 ноября 1943 года — 16 июля 1944 года оберлейтенант цур зее Фриц Каллипке
- 17 июля 1944 года — 25 апреля 1945 года оберлейтенант цур зее Фридрих Штеге
- 26 апреля 1945 года — 5 мая 1945 года капитан-лейтенант Герхард Грот

### Флотилии
- 20 ноября 1943 года — 31 мая 1944 года — 5-я флотилия (учебная)
- 1 июня 1944 года — 30 июня 1944 года — 7-я флотилия
- 1 июля 1944 года — 19 февраля 1945 года — 23-я флотилия (учебная)
- 20 февраля 1945 года — 5 мая 1945 года — 31-я флотилия (учебная)

### История службы
Лодка не совершала боевых походов, почти всё время использовалась в качестве учебной. Затоплена 5 мая 1945 года в заливе Гельтинг в ходе операции «Регенбоген».